# Вдовиченко, Борис Нестерович
Борис Нестерович Вдовиченко (27 ноября 1934 — 23 сентября 2004) — советский и украинский баскетбольный тренер. Заслуженный тренер УССР (1979) и СССР (1984).

## Спортивная карьера
Родился и вырос в Киеве. С 1947 года занимался в баскетбольной секции ДЮСШ-1 (тренер — Николай Григорьевич Замков). В 1954—1958 годах учился в институте физкультуры и одновременно выступал за вузовскую команду СКИФ (спортивный клуб института физкультуры).
В 1959 году завершил игровую карьеру и начал работать тренером в детско-юношеской спортивной школе № 1, а затем в спортшколе общества «Авангард». В «Будивельник» его пригласил Владимир Шаблинский. Три года работал вторым тренером и 11 сезонов возглавлял клуб. В это время киевляне четыре раза были серебряными призёрами чемпионата СССР и дважды — бронзовыми.
В сезоне 1981/82 «Будивельник» удачно выступил в Кубке обладателей кубков. На предварительном этапе победа над бухарестским «Динамо» и второе место на групповом — после мадридского «Реала». В первом матче полуфинала одержали победу над загребской «Цибоной» со счетом 82:66, но через неделю не смогли удержать преимущество (поражение 66:92). В 1987 году, после трёх сезонов без медалей, покинул команду.
Старший тренер сборной УССР на Спартакиаде народов СССР 1979 и 1983 годов. В финале первого турнира украинские баскетболисты уступили сборной Москвы, а через четыре года взяли убедительный реванш. Среди чемпионов 1983 года — девять игроков «Будивельника»: Александр Белостенный, Владимир Ткаченко, Александр Волков (трое наиболее успешных учеников Вдовиченко), Aндрей Шаптала, Евгений Колежук, Роман Рыжик, Владимир Рыжов, Bладимир Коробков, Юрий Сильвестров.
В середине 90-х вместе с Андреем Подковыровым возглавлял «Киев-Баскет». За три сезона команда дважды была серебряным призёром чемпионата Украины и один раз — бронзовым.